# Isidre Molas
Isidre Molas i Batllori (Barcelona, 12 de octubre de 1940) es un historiador y político español, hijo del músico Isidre Molas i Font y hermano del escritor e historiador Joaquim Molas. Entre 2004 y 2011 fue vicepresidente primero del Senado y presidente del Partido de los Socialistas de Cataluña entre 2008 y 2011.

## Biografía
Se licenció en Derecho en la Universidad de Barcelona en 1963 y en la actualidad es catedrático de Derecho Constitucional y director del departamento de ciencia política en la Universidad Autónoma de Barcelona, de cuya facultad también fue decano. Ha sido uno de los iniciadores de los estudios modernos sobre partidos políticos catalanes con su tesis doctoral, Lliga Catalana (1972), en su dimensión histórica. También ha impulsado un equipo investigador sobre temas electorales y es miembro del Instituto de Estudios Catalanes.
Militante clandestino antifranquista, fue detenido en la madrugada del 17 de mayo de 1962 cuando era estudiante de derecho durante el estado de excepción vigente en aquel momento. Fue conducido a la Jefatura Superior de Policía en Vía Layetana y durante la semana que permaneció allí fue golpeado pero no torturado, debido, según su propio testimonio, a sus vínculos familiares: «los clandestinos y los 'colgados' de la brocha, los que no conocían a gente bien situada, no tenían nada que hacer; y la diferencia entre la paliza y la tortura algunas veces dependía de eso, de este azar».
Fue uno de los promotores del Front Obrer de Catalunya (FOC), en el que militó hasta su disolución en 1970, lo que le valió ser encarcelando y condenado por un tribunal militar. En el FOC coincidió con Pasqual Maragall, Alfonso Carlos Comín, Miquel Roca o Josep Antoni González Casanova. Posteriormente militó en Convergència Socialista de Catalunya, núcleo del Partit Socialista de Catalunya-Congrés, fundado en 1976, del cual Molas fue uno de sus dirigentes. Tras el proceso de confluencia de los socialistas catalanes de 1978, formó parte desde su fundación del Partido de los Socialistas de Cataluña.
En las elecciones al Parlamento de Cataluña de 1980 y de 1984 fue elegido diputado y fue vicepresidente segundo del Parlamento de Cataluña. Desde 1985 es presidente de la federación de Barcelona del PSC. En las elecciones generales de 2000, 2004 y 2008 fue elegido senador por la Entesa Catalana de Progrés. Fue vicepresidente primero del Senado entre 2004 y 2011. Pertenece al ala más catalanista del PSC y fue elegido presidente del partido, cubriendo la vacante dejada en 2007 por Pasqual Maragall, en el XI congreso del partido celebrado en julio de 2008. Dejó de ejercer sus funciones en diciembre de 2011, tras el XII congreso del partido.
Fue uno de los principales impulsores de la Fundació Rafael Campalans, vinculada al PSC, desde su creación en 1979, y presidió la entidad en diversos períodos, el último entre 2005 y 2011. 
También impulsó la creación del Institut de Ciències Polítiques i Socials en 1987 y dirigió el centro de investigación vinculado a la Universidad Autónoma de Barcelona hasta el año 2000.
Ha traducido libros al catalán, y ha publicado artículos sobre temas de ciencia política en Recerques, Arguments, Revista Jurídica de Catalunya, Serra d'Or, Promos, El Pont, Pont Blau, Cuadernos para el Diálogo y otras.

## Obras
- Ideari de Francesc Pi i Margall (1965)
- Lliga Catalana. Un estudi d'estasiologia (1972)
- El sistema de partits polítics a Catalunya. 1931-1936 (1972)
- El catalanismo hegemónico: Cambó y el Centro Constitucional (1975)
- Salvador Seguí: Escrits (1975)
- Los partidos políticos
- Comentaris jurídics de l'Estatut de Catalunya (1982)
- La ciutat llunyana (1981)
- Diccionari dels partits polítics a Catalunya (2000)